# 鈴木伸和
鈴木 伸和（すずき のぶかず、1958年1月11日 - ）は、ASTI株式会社 代表取締役社長。 静岡県出身。

## 経歴
1981年3月 大阪工業大学工学部経営工学科卒業。1981年4月 ASTI株式会社入社。 2004年7月 浅羽第一工場(現袋井工場)工場長。2005年7月 国内営業部長電子機器担当。 2007年8月 執行役員就任。2010年6月 製造本部長。 2011年6月 取締役就任。2013年4月 代表取締役社長就任。 2014年4月 電子機器事業部長。2015年5月 代表取締役社長 